# Eutawville
Eutawville és una població dels Estats Units a l'estat de Carolina del Sud. Segons el cens del 2000 tenia 344 habitants.

## Demografia
Segons el cens del 2000, Eutawville tenia 344 habitants, 134 habitatges i 92 famílies. La densitat de població era de 142,8 habitants/km².
Dels 134 habitatges en un 27,6% hi vivien nens de menys de 18 anys, en un 47% hi vivien parelles casades, en un 18,7% dones solteres, i en un 30,6% no eren unitats familiars. En el 27,6% dels habitatges hi vivien persones soles l'11,2% de les quals corresponia a persones de 65 anys o més que vivien soles. El nombre mitjà de persones vivint en cada habitatge era de 2,57 i el nombre mitjà de persones que vivien en cada família era de 3,11.
Per edats la població es repartia de la següent manera: un 26,2% tenia menys de 18 anys, un 8,4% entre 18 i 24, un 23,5% entre 25 i 44, un 26,7% de 45 a 60 i un 15,1% 65 anys o més.
L'edat mediana era de 40 anys. Per cada 100 dones de 18 o més anys hi havia 91 homes.
La renda mediana per habitatge era de 21.136 $ i la renda mediana per família de 36.354 $. Els homes tenien una renda mediana de 26.458 $ mentre que les dones 21.750 $. La renda per capita de la població era de 12.352 $. Entorn del 21,8% de les famílies i el 28,1% de la població estaven per davall del llindar de pobresa.

## Poblacions més properes
El següent diagrama mostra les poblacions més properes.